# I forreste kamplinje
I forreste kamplinje er en dansk kortfilm fra 2012 instrueret af Lasse Tvillum Toft.

## Handling
Denne artikel mangler et handlingsreferat. Hjælp os med at skrive det.